# Driedaagse De Panne - Koksijde 1991
La Driedaagse De Panne - Koksijde 1991, quindicesima edizione della corsa, si svolse dal 2 al 4 aprile su un percorso di 504 km ripartiti in 3 tappe (la prima suddivisa in due semitappe), con partenza a Harelbeke e arrivo a De Panne. Fu vinta dall'olandese Jelle Nijdam della squadra Buckler davanti al connazionale Frans Maassen e al britannico Maximilian Sciandri.

## Tappe
| Tappa  | Data     | Percorso                              | km  | Vincitore di tappa  | Leader cl. generale |
| ------ | -------- | ------------------------------------- | --- | ------------------- | ------------------- |
| 1ª-1ª  | 2 aprile | Harelbeke > Herzele                   | 86  | Maximilian Sciandri | Maximilian Sciandri |
| 1ª-2ª  | 2 aprile | Herzele > Herzele (cron. individuale) | 17  | Jelle Nijdam        | Jelle Nijdam        |
| 2ª     | 3 aprile | Herzele > Oostduinkerke               | 238 | Mario Cipollini     | Jelle Nijdam        |
| 3ª     | 4 aprile | De Panne > De Panne                   | 163 | Jelle Nijdam        | Jelle Nijdam        |
| Totale | Totale   | Totale                                | 504 |                     |                     |

## Dettagli delle tappe

### 1ª tappa - 1ª semitappa
- 2 aprile: Harelbeke > Herzele – 86 km

| Pos. | Corridore           | Squadra   | Tempo    |
| ---- | ------------------- | --------- | -------- |
| 1    | Maximilian Sciandri | Carrera   | 2h14'14" |
| 2    | Johan Capiot        | TVM-Sanyo | s.t.     |
| 3    | Phil Anderson       | Motorola  | s.t.     |

| Pos. | Corridore           | Squadra | Tempo |
| ---- | ------------------- | ------- | ----- |
| 1    | Maximilian Sciandri | Carrera |       |

### 1ª tappa - 2ª semitappa
- 2 aprile: Herzele > Herzele (cron. individuale) – 17 km

| Pos. | Corridore          | Squadra   | Tempo  |
| ---- | ------------------ | --------- | ------ |
| 1    | Jelle Nijdam       | Buckler   | 23'19" |
| 2    | Frans Maassen      | Buckler   | a 8"   |
| 3    | Viatcheslav Ekimov | Panasonic | a 18"  |

| Pos. | Corridore    | Squadra | Tempo |
| ---- | ------------ | ------- | ----- |
| 1    | Jelle Nijdam | Buckler |       |

### 2ª tappa
- 3 aprile: Herzele > Oostduinkerke – 238 km

| Pos. | Corridore        | Squadra      | Tempo    |
| ---- | ---------------- | ------------ | -------- |
| 1    | Mario Cipollini  | MG Boys      | 6h06'54" |
| 2    | Giovanni Fidanza | Chateau d'Ax | s.t.     |
| 3    | Mario Manzoni    | Chateau d'Ax | s.t.     |

| Pos. | Corridore    | Squadra | Tempo |
| ---- | ------------ | ------- | ----- |
| 1    | Jelle Nijdam | Buckler |       |

### 3ª tappa
- 4 aprile: De Panne > De Panne – 163 km

| Pos. | Corridore        | Squadra  | Tempo    |
| ---- | ---------------- | -------- | -------- |
| 1    | Jelle Nijdam     | Buckler  | 4h17'54" |
| 2    | Rolf Sörensen    | Ariostea | s.t.     |
| 3    | Franco Ballerini | MG Boys  | a 7"     |

| Pos. | Corridore           | Squadra | Tempo     |
| ---- | ------------------- | ------- | --------- |
| 1    | Jelle Nijdam        | Buckler | 14h17'54" |
| 2    | Frans Maassen       | Buckler | a 26"     |
| 3    | Maximilian Sciandri | Carrera | a 40"     |

## Classifiche finali

### Classifica generale
| Pos. | Corridore           | Squadra                      | Tempo     |
| ---- | ------------------- | ---------------------------- | --------- |
| 1    | Jelle Nijdam        | Buckler                      | 14h17'54" |
| 2    | Frans Maassen       | Buckler                      | a 26"     |
| 3    | Maximilian Sciandri | Carrera-Vagabond             | a 40"     |
| 4    | Guido Bontempi      | Carrera-Vagabond             | a 1'11"   |
| 5    | Johan Capiot        | TVM-Sanyo                    | a 1'17"   |
| 6    | Johan Museeuw       | Lotto-Superclub              | a 1'22"   |
| 7    | Franco Ballerini    | MG Boys Maglificio-Technogym | a 1'23"   |
| 8    | Olaf Ludwig         | Panasonic-Sportlife          | a 1'27"   |
| 9    | Viatcheslav Ekimov  | Panasonic-Sportlife          | a 1'35"   |
| 10   | Uwe Raab            | PDM-Concorde-Ultima          | a 1'38"   |